# Roncevaux
Roncevaux ist ein Ortsteil der französischen Gemeinde Buthiers im Département Seine-et-Marne in der Region Île-de-France. Am 1. Januar 2014 hatte Roncevaux 295 Einwohner. 
Das Dorf liegt circa einen Kilometer südlich von Buthiers.